# Rạch Giá (thành phố)
Rạch Giá là thành phố tỉnh lỵ cũ của tỉnh Kiên Giang, Việt Nam.

## Địa lý
Thành phố Rạch Giá nằm ở trung tâm tỉnh Kiên Giang, có vị trí địa lý:
- Phía đông và phía nam giáp huyện Châu Thành
- Phía tây giáp vịnh Thái Lan
- Phía bắc giáp huyện Hòn Đất và huyện Tân Hiệp.

Thành phố có diện tích 105,86 km², dân số năm 2020 là 228.416 người, mật độ dân số đạt 2.158 người/km².
Thành phố Rạch Giá có trung tâm đô thị nằm trải dài bên bờ Đông vịnh Thái Lan với 20 km đường bờ biển, chiếm 1/10 chiều dài bờ biển của tỉnh Kiên Giang. Được bao quanh bởi sông Kiên ở phía Bắc và Đông Bắc, sông Cái Lớn ở phía Nam. Rạch Giá cách Thành phố Hồ Chí Minh 245 km về hướng Tây Nam, cách Cần Thơ 116 km về hướng Tây và cửa khẩu quốc tế Hà Tiên 95 km về hướng Đông Nam.

### Điều kiện tự nhiên
Do đặc điểm về điều kiện địa lý và tự nhiên, Vịnh Thái Lan – Rạch Giá là một miền biển trù phú, được biết đến xưa nay với kinh tế rất phong phú, đa dạng. Đó là thương mại-dịch vụ và du lịch, khai thác và chế biến hải sản. Rạch Giá cung cấp cho nhiều nơi trong nước và xuất khẩu đi nhiều nước trên thế giới.
Rạch Giá, tuy không có bãi cát, không có đảo, nhưng nếu du khách đến Rạch Giá bằng đường bộ, sau những cảnh quang mênh mông của ruộng lúa phì nhiêu ở các vùng phụ cận, du khách sẽ cảm nhận được hương vị của biển.
Vị trí thích hợp là dọc theo tuyến ven biển thuộc khu lấn biển 420 ha và khu 16 để ngắm nhìn ra biển vào buổi chiều sẽ thấy mặt trời hoàng hôn đỏ rực về phía biển Tây. Xa xa lô nhô những đảo lớn nhỏ ẩn hiện trên nền xanh của biển. Những tàu đánh cá lướt sóng chập chùng. Những vạt cây rừng của vùng ngập mặn xanh ngát ven bờ...
Tất cả hòa trộn nên cảnh sắc "Hoàng hôn biển Tây" thơ mộng và quang cảnh đặc trưng của Rạch Giá trong quần thể vùng đất Biển – Đảo Kiên Giang.

#### Kênh rạch và sông ngòi

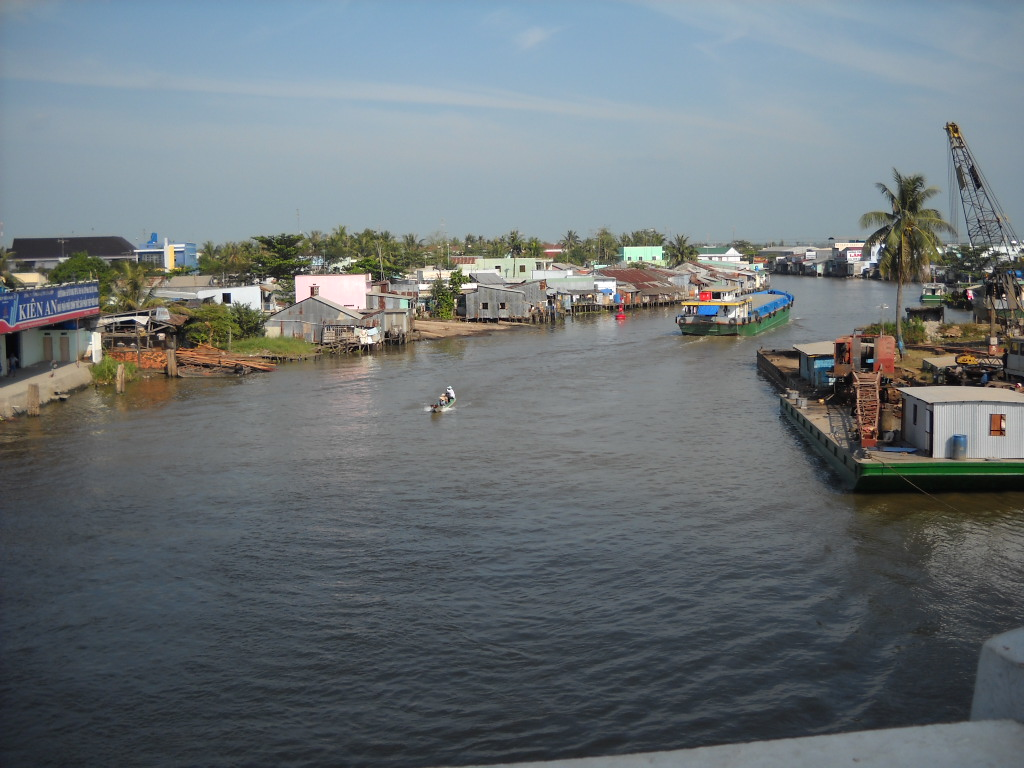
Kênh Rạch Sỏi đi Vàm Cống, đoạn qua Rạch Sỏi

Trong thành phố không có sông lớn, chỉ có các kênh đào như:
- Kênh Rạch Giá - Long Xuyên (kênh Thoại Hà): nối liền thành phố Rạch Giá với thành phố Long Xuyên, phần thuộc Kiên Giang dài 30 km. Từ một con rạch tự nhiên, được đào vét mở rộng thành kênh vào năm 1818.
- Kênh Cái Sắn (kênh Rạch Sỏi đi Vàm Cống): dài 54 km, đưa nước từ sông Hậu đến kênh Ông Hiển đổ ra cửa Rạch Sỏi, phần thuộc Kiên Giang dài 28 km. Kênh Cái Sắn là hệ thống thuỷ lợi đảm bảo năng suất và sản lượng cao cho vùng lúa lớn thuộc ba huyện Tân Hiệp, Giồng Riềng và Châu Thành. Kênh cũng là trục giao thông thuỷ đi các tỉnh lân cận và Thành phố Hồ Chí Minh.
- Kênh Ông Hiển: dài 18 km từ Rạch Giá đến sông Cái Bé, rộng 30 m, sâu từ 2 đến 3 m.
- Kênh Rạch Giá - Hà Tiên: dài 80 km, nối liền thành phố Rạch Giá đến thành phố Hà Tiên, rộng từ 20 đến 30 m, sâu 3 m. Hai bên kênh có nhiều kênh đào, rạch ăn thông ra biển như các kênh Ba Hòn, Vàm Rầy, Lình Huỳnh, Vàm Răng,...

Ngoài các kênh nói trên, còn có nhiều rạch tự nhiên và kênh nhỏ như rạch Giồng, rạch Vàm Trư, rạch Tà Mưa, rạch Tà Keo, rạch Đường Trâu, rạch Tắc Ráng, kênh Đòn Dông, kênh Cống Đôi,... Các kênh rạch lớn nhỏ trên địa bàn thành phố chi phối lẫn nhau về mực nước và lưu lượng. Nó vừa chịu tác động thủy văn của sông Hậu, vừa chịu ảnh hưởng thủy triều của vịnh Rạch Giá.

#### Địa hình, địa chất và thổ nhưỡng
- Địa hình của thành phố bằng phẳng, có độ cao từ 1m đến 2m so với mặt biển theo hướng thấp dần từ Đông sang Tây và từ Bắc xuống Nam.
- Cấu trúc địa chất của Rạch Giá theo dạng trầm tích đệ tứ, cách đây hàng chục ngàn năm do nguồn địa thành bởi nền đá mẹ tại chỗ và do thủy thành bởi phù sa lắng đọng.

Về địa chất, công trình mới sơ bộ thăm dò cho thấy địa tầng có cấu tạo sét pha cát ở độ cao từ 0,5m đến 60m. Nước ngầm trong lòng đất hình thành do nhiều nguồn khác nhau nên có chỗ mặn, chỗ chua lợ, cũng có chỗ nước ngọt cách mặt đất vài ba mét.
- Các loại đất ở Rạch Giá do ở sát bờ biển và thuộc khu vực tứ giác Long Xuyên nên vừa chịu mặn lại vừa phèn.

Đất mặn chiếm đến 6,231 km2 trong toàn bộ diện tích tự nhiên của thành phố, thuộc các phường Vĩnh Quang, Vĩnh Lạc, An Hoà và Rạch Sỏi. Hàm lượng muối trong đất có đến 0,3% vào mùa khô, song đến mùa mưa thì giảm đi 1/2 nên có thể tận dụng nước mưa để canh tác lúa hai vụ và trồng cây ngắn ngày.
Đất mặn chua nhiều chiếm diện tích tương đương với đất mặn, phân bố chủ yếu ở phường Vĩnh Thanh, Vĩnh Thông và Vĩnh Hiệp. Loại đất này có độ phì khá cao nhưng lại bị nhiễm mặn và nhiều phèn. Độ pH nhỏ hơn 4, năng suất cây trồng thấp. Muốn cải tạo đất, đòi hỏi phải giải quyết nhiều khâu kĩ thuật như phải có nước ngọt để tháo chua, có giống cây trồng thích hợp...
Đất mặn chua ít chiếm diện tích nhỏ (khoảng 1,3km2) phân bố rải rác ở các phường. Đất này có độ chua từ vừa đến ít, độ pH lớn hơn 4,5, là loại đất khá thuần phục. Hàng năm nếu đủ nước từ tháng 5 đến tháng 10 thì đất có khả năng canh tác tốt, trở thành vùng sản xuất lúa cao sản.

#### Khí hậu
| Dữ liệu khí hậu của Rạch Giá            | Dữ liệu khí hậu của Rạch Giá | Dữ liệu khí hậu của Rạch Giá | Dữ liệu khí hậu của Rạch Giá | Dữ liệu khí hậu của Rạch Giá | Dữ liệu khí hậu của Rạch Giá | Dữ liệu khí hậu của Rạch Giá | Dữ liệu khí hậu của Rạch Giá | Dữ liệu khí hậu của Rạch Giá | Dữ liệu khí hậu của Rạch Giá | Dữ liệu khí hậu của Rạch Giá | Dữ liệu khí hậu của Rạch Giá | Dữ liệu khí hậu của Rạch Giá | Dữ liệu khí hậu của Rạch Giá |
| Tháng                                   | 1                            | 2                            | 3                            | 4                            | 5                            | 6                            | 7                            | 8                            | 9                            | 10                           | 11                           | 12                           | Năm                          |
| --------------------------------------- | ---------------------------- | ---------------------------- | ---------------------------- | ---------------------------- | ---------------------------- | ---------------------------- | ---------------------------- | ---------------------------- | ---------------------------- | ---------------------------- | ---------------------------- | ---------------------------- | ---------------------------- |
| Cao kỉ lục °C (°F)                      | 35.6 (96.1)                  | 35.4 (95.7)                  | 37.8 (100.0)                 | 37.9 (100.2)                 | 37.7 (99.9)                  | 34.2 (93.6)                  | 33.7 (92.7)                  | 33.4 (92.1)                  | 34.4 (93.9)                  | 33.9 (93.0)                  | 33.2 (91.8)                  | 34.8 (94.6)                  | 37.9 (100.2)                 |
| Trung bình ngày tối đa °C (°F)          | 30.6 (87.1)                  | 31.8 (89.2)                  | 33.1 (91.6)                  | 33.6 (92.5)                  | 32.2 (90.0)                  | 30.6 (87.1)                  | 30.1 (86.2)                  | 29.7 (85.5)                  | 30.0 (86.0)                  | 30.7 (87.3)                  | 30.4 (86.7)                  | 29.7 (85.5)                  | 31.0 (87.8)                  |
| Trung bình ngày °C (°F)                 | 25.8 (78.4)                  | 26.5 (79.7)                  | 27.7 (81.9)                  | 28.7 (83.7)                  | 28.7 (83.7)                  | 28.2 (82.8)                  | 27.9 (82.2)                  | 27.6 (81.7)                  | 27.7 (81.9)                  | 27.5 (81.5)                  | 27.0 (80.6)                  | 25.9 (78.6)                  | 27.4 (81.3)                  |
| Tối thiểu trung bình ngày °C (°F)       | 22.4 (72.3)                  | 22.8 (73.0)                  | 24.0 (75.2)                  | 25.4 (77.7)                  | 26.0 (78.8)                  | 25.8 (78.4)                  | 25.6 (78.1)                  | 25.4 (77.7)                  | 25.5 (77.9)                  | 25.1 (77.2)                  | 24.5 (76.1)                  | 22.8 (73.0)                  | 24.6 (76.3)                  |
| Thấp kỉ lục °C (°F)                     | 14.8 (58.6)                  | 16.9 (62.4)                  | 17.1 (62.8)                  | 21.5 (70.7)                  | 22.0 (71.6)                  | 21.7 (71.1)                  | 21.9 (71.4)                  | 21.9 (71.4)                  | 22.2 (72.0)                  | 21.3 (70.3)                  | 19.0 (66.2)                  | 16.3 (61.3)                  | 14.8 (58.6)                  |
| Lượng Giáng thủy trung bình mm (inches) | 11 (0.4)                     | 7 (0.3)                      | 25 (1.0)                     | 97 (3.8)                     | 249 (9.8)                    | 277 (10.9)                   | 309 (12.2)                   | 369 (14.5)                   | 300 (11.8)                   | 295 (11.6)                   | 173 (6.8)                    | 44 (1.7)                     | 2.156 (84.9)                 |
| Số ngày giáng thủy trung bình           | 1.6                          | 1.3                          | 2.4                          | 7.9                          | 16.5                         | 20.0                         | 20.3                         | 22.1                         | 19.8                         | 21.1                         | 15.6                         | 5.8                          | 154.5                        |
| Độ ẩm tương đối trung bình (%)          | 77.9                         | 76.9                         | 76.6                         | 78.3                         | 82.8                         | 84.6                         | 85.3                         | 85.8                         | 85.1                         | 84.3                         | 81.6                         | 79.3                         | 81.5                         |
| Số giờ nắng trung bình tháng            | 249                          | 237                          | 258                          | 244                          | 206                          | 169                          | 178                          | 160                          | 161                          | 176                          | 203                          | 228                          | 2.470                        |
| Nguồn: Viện Khoa học Công nghệ Xây dựng |                              |                              |                              |                              |                              |                              |                              |                              |                              |                              |                              |                              |                              |

## Hành chính
Thành phố Rạch Giá có 11 đơn vị hành chính cấp xã trực thuộc, bao gồm 10 phường: An Bình, An Hòa, Rạch Sỏi, Vĩnh Hiệp, Vĩnh Lạc, Vĩnh Lợi, Vĩnh Quang, Vĩnh Thanh, Vĩnh Thanh Vân, Vĩnh Thông và xã Phi Thông.
Bản đồ hành chính thành phố Rạch Giá

### Giai đoạn 1956-1976

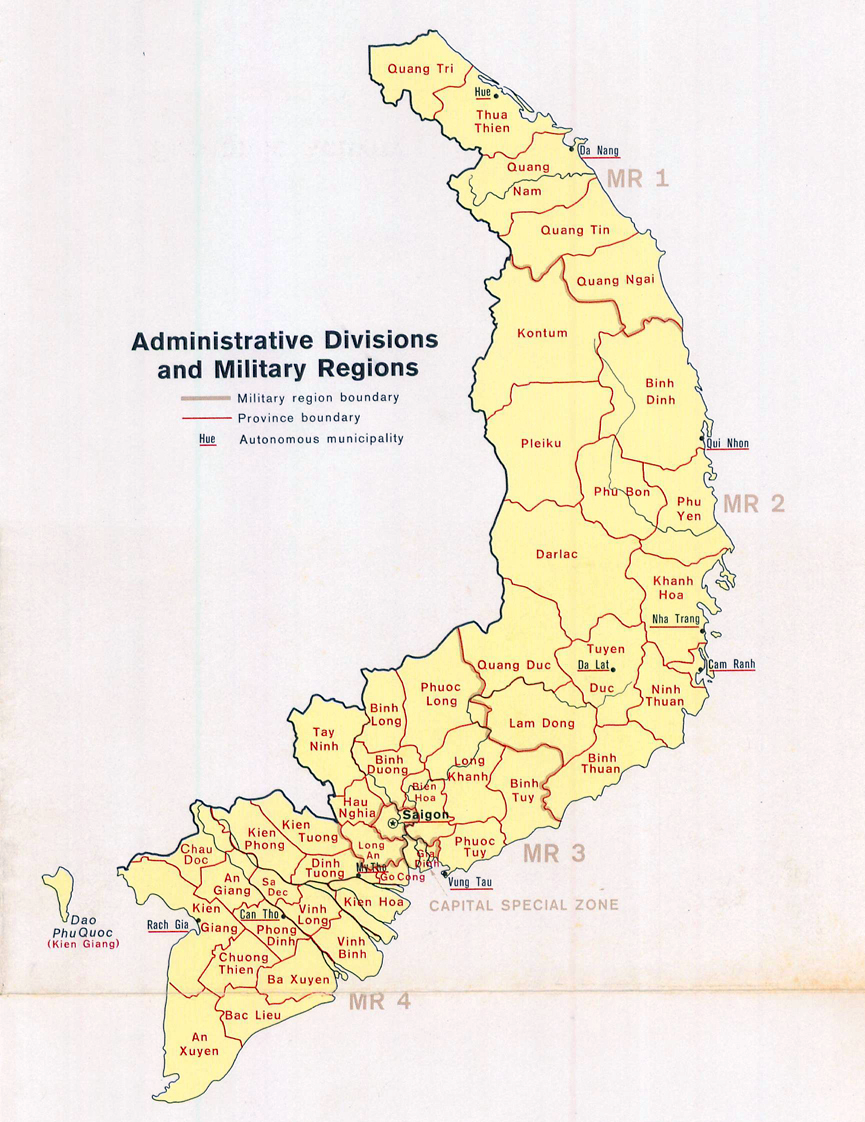
Bản đồ hành chính Việt Nam Cộng Hòa năm 1972 (theo CIA) Rạch Giá là một trong 10 đô thị tự trị của Việt Nam Cộng hòa lúc bấy giờ.

### Từ năm 1976 đến nay

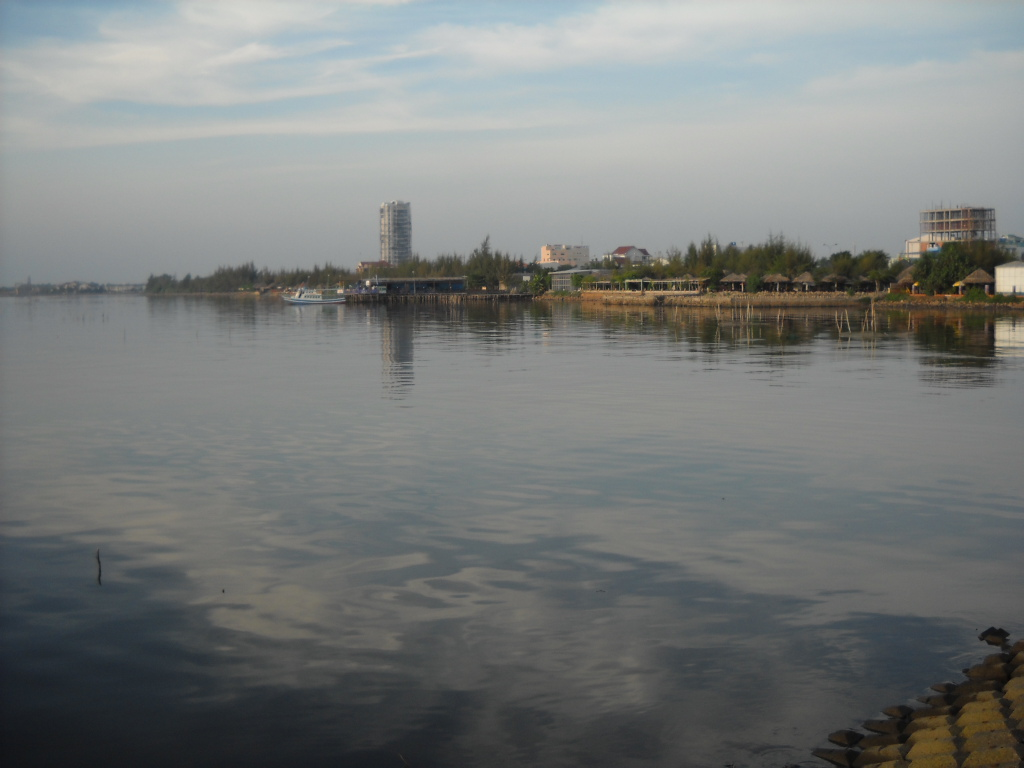
Khách sạn Sealight nhìn từ khu du lịch Bãi Dương

## Kinh tế - xã hội

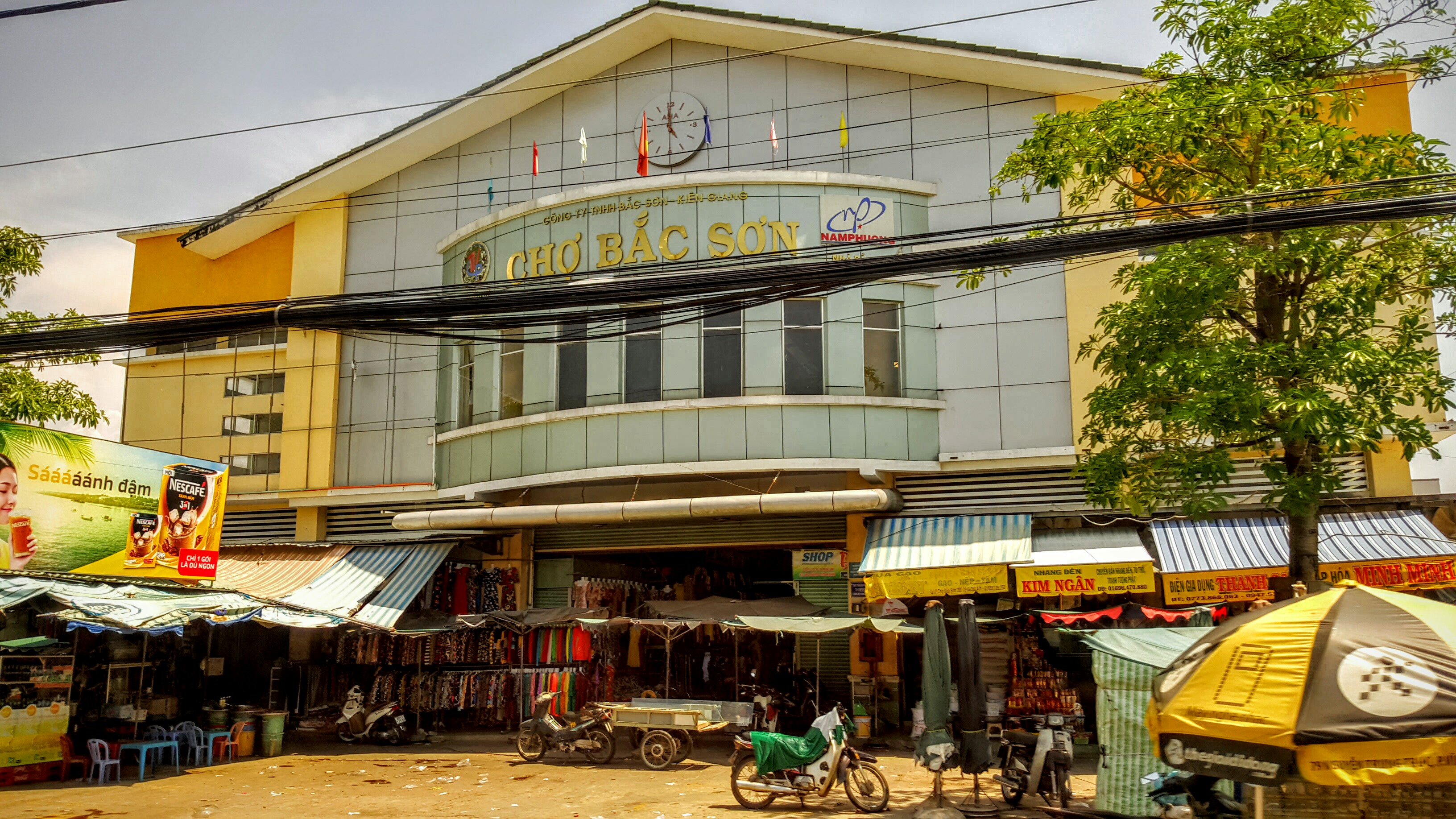
Chợ Bắc Sơn trên đường Ngô Quyền, phường Vĩnh Lạc

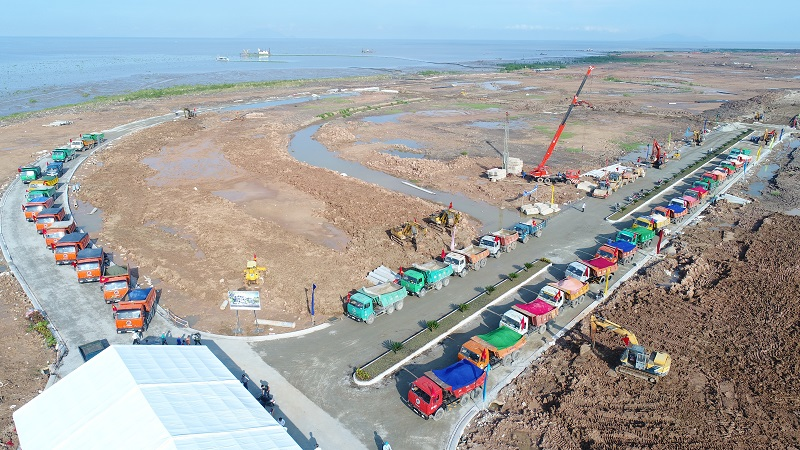
Một góc KĐT Lấn biển Tây Bắc đang được xây dựng

### Di tích lịch sử

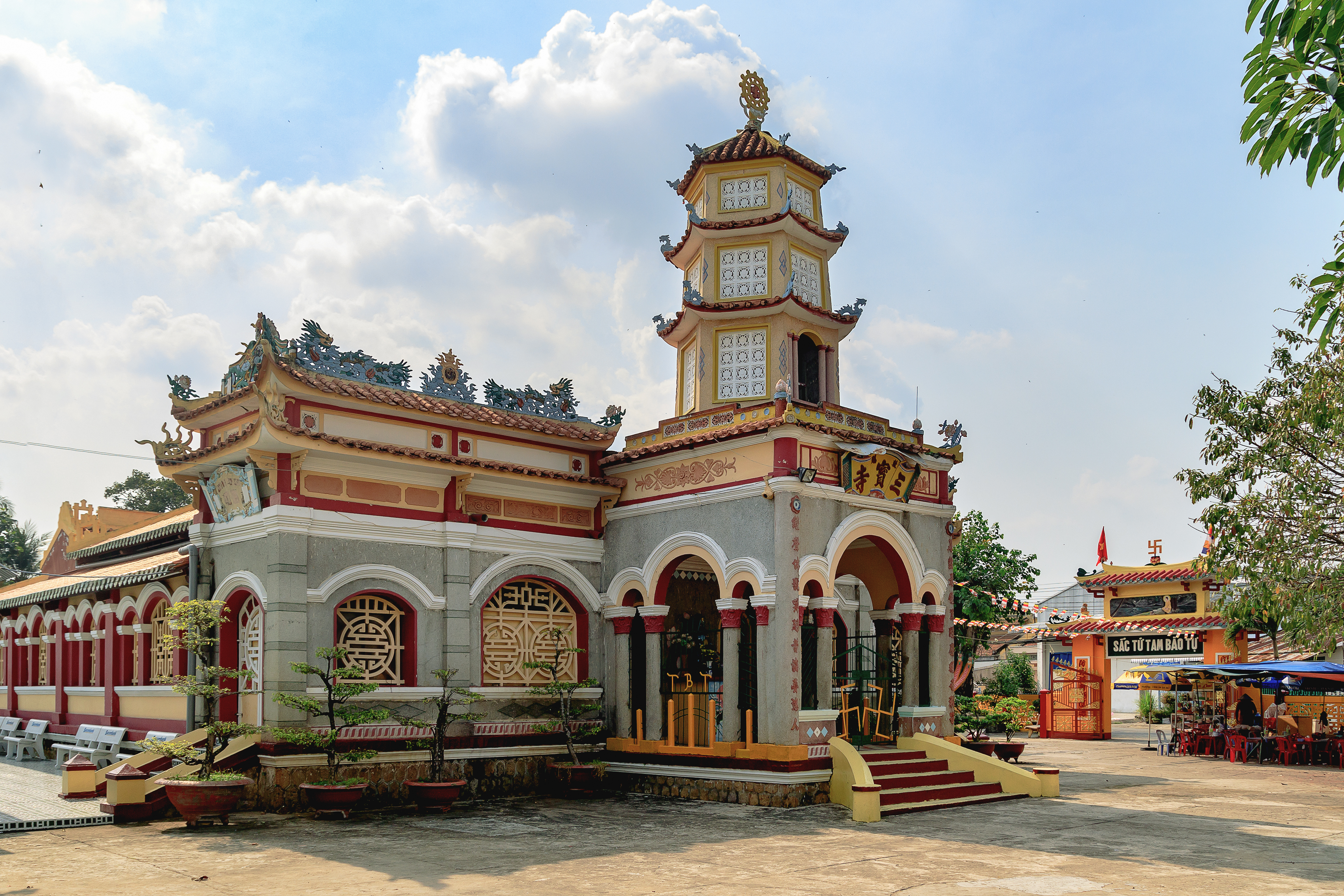
Chùa Sắc tứ Tam Bảo ở Rạch Giá

## Giao thông

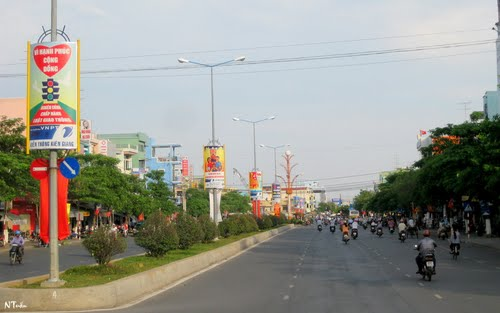
Đường Trần Phú đoạn qua phường Vĩnh Thanh

## Lịch sử